# Dadong (köping i Kina, Guangxi)
Dadong (kinesiska: 大垌, 大垌镇) är en köping i Kina. Den ligger i den autonoma regionen Guangxi, i den södra delen av landet, omkring 200 kilometer sydost om regionhuvudstaden Nanning.
Genomsnittlig årsnederbörd är 2 313 millimeter. Den regnigaste månaden är augusti, med i genomsnitt 486 mm nederbörd, och den torraste är februari, med 22 mm nederbörd.